# William S. Darling
William S. Darling (Şandra, 14 de setembro de 1882 — Laguna Beach, 15 de dezembro de 1963) é um diretor de arte estadunidense-húngaro. Venceu o Oscar de melhor direção de arte em três ocasiões: por Cavalcade, The Song of Bernadette e Anna and the King of Siam.